# Setaria parodii
Setaria parodii là một loài thực vật có hoa trong họ Hòa thảo. Loài này được Nicora miêu tả khoa học đầu tiên năm 1968.